# Bjørnstjerne Bjørnson
Bjørnstjerne Martinus Bjørnson (n. 8 decembrie 1832, Kvikne⁠(d), Hedmark, Norvegia – d. 26 aprilie 1910, Paris, Franța) a fost poet, prozator, dramaturg, ziarist și om politic norvegian, laureat al Premiului Nobel pentru Literatură în 1903, supranumit Victor Hugo al Norvegiei, cel mai de seamă reprezentant al literaturii scandinave moderne, după Ibsen.

## Motivația Juriului Nobel
"ca recunoaștere a marii, nobilei și variatei sale activități literare, distingându-se întru totul prin prospețimea inspirației și prin minunata puritate a sufletului" 

## Viața
S-a născut în localitatea Kvikne din ținutul Østerdalen. Tatăl său era pastor luteran de țară, iar mama era fiica lui Richard Nordraak, compozitor autor, în 1864, al muzicii imnului național norvegian pe versurile din 1856 ale lui Bjørnson. Studiază dreptul la Christiania. În anul 1857 a fost director al teatrului din Bergen, iar în 1859 a condus ziarul "Aftenbladet" din Christiania. Între anii 1865 - 1868 a fost director al Teatrului național din Christiania și a editat în 1866 revista "Norsk Folkeblad". Se dovedește a fi un mare gazetar și un luptător tenace pentru emanciparea teatrului norvegian de sub tutela daneză (vreme de patru secole, până la 1814, Norvegia fusese provincie daneză).
Scriitor patriot, preocupat de viața și destinul poporului său, Bjørnson s-a vrut un martor și un implicat al istoriei din partea omului simplu și sărac, un moralist optimist a cărui deviză literară este conținută în această frază: "există două feluri de cărți: cele care sporesc în om dragostea de viață și dorința de a făptui binele și cele care nu fac acest lucru; primele sunt bune, celelalte sunt rele oricât de splendide și geniale ar fi în detaliile lor".

## Operă
- Synnøve Solbakken, 1857 - nuvelă din viața țăranilor
- Mellem Slagene (Între bătălii), 1857
- Arne, 1858 - nuvelă
- En glad gut (Un flăcău vesel), 1860, nuvelă
- Sigurd Slembe, 1862 - trilogie dramatică, o capodoperă a teatrului istoric
- De Nygifte (Tinerii căsătoriți), 1865, prima comedie modernă norvegiană
- Fiskerjenten (Fata pescarului), 1868 - roman
- Digte og Sange (Poezii și cântece), 1868 - versuri
- Sigurd Jorsalfar (Sigurd cruciatul), 1872 - dramă istorică
- Brudeslatten, 1872
- En Fallit, 1875
- Kongen, 1877
- Leonarda, 1879
- Støv (Praf), 1882 - povestire
- Over Evne (Peste puterile noastre), 1883 - prima parte; 1895, partea a doua, dramă socială
- Nar den ny vin blomstrer (Când mustul fierbe), 1909, ultima operă, piesă socială

## Vezi și
- Listă de dramaturgi norvegieni
- Listă de scriitori norvegieni